# Smodix reticulata
Smodix reticulata là một loài nhện trong họ Linyphiidae.
Loài này thuộc chi Smodix. Smodix reticulata được James Henry Emerton miêu tả năm 1915.